# Vestes talares

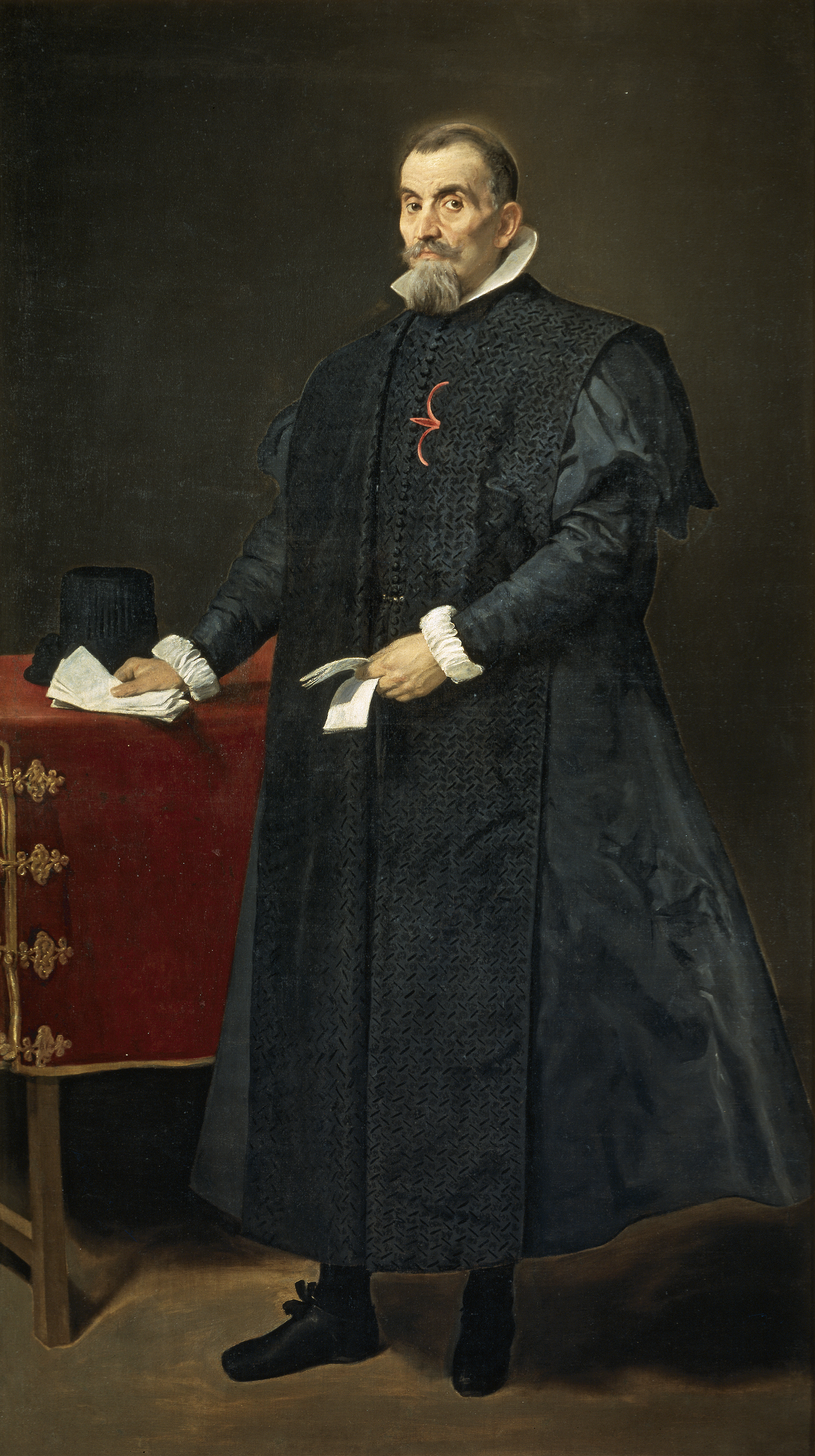
Juiz espanhol do século XVII usando vestes talares, pintura de Diego Velázquez.

As vestes talares, de uso característico pelos clérigos, magistrados e académicos, têm sua origem nos trajes sacerdotais da antiga Roma.

## Vestes académicas
No ambiente acadêmico, fazem parte do cerimonial, sendo adotadas pelas universidades europeias a partir do século XIII , com o aparecimento da figura do reitor. Símbolos de poder, de posição hierárquica, as vestes talares têm o objetivo de destacar as pessoas que as utilizam das demais, dando-lhes especial representatividade. Os advogados também usam vestes talares (toga) em sua profissão. A palavra talar vem do latim talus, calcanhar, daí a expressão veste talar, "aquela cujo comprimento vai até os calcanhares".

### Vestes talares reitorais
Beca preta, murça ou samarra brancas, capelo na cor branca, colar reitoral e bastão. A cor branca é exclusiva do reitor e representa todas as áreas do conhecimento.

### Vestes talares doutorais
beca preta, samarra e capelo na cor da área de conhecimento do doutor.

### Vestes talares professorais
beca longa, na cor preta, com torçal, borla pendente na cor de sua área de conhecimento.

### Outras peças

#### Capa acadêmica
Não é considerada uma veste talar, mas se insere nos trajes especiais para o cerimonial na universidade.
Capa preta; mangas longas dobradas de branco; jabaeu branco (espécie de peitilho frente ao peito) e faixa na cintura, na cor da área de conhecimento do formando. Veja alguns termos utilizados no Cerimonial da Universidade, quanto às veste talares:

#### Beca
Capa preta de tecido diverso tem vários modelos. O mais comum é com mangas longas e duplas, pala larga, grandes costais, com sobrepeliz e franzido na cintura. Possui botões internos para abotoar, torçal com bola pendente, tarja na pala e costais, estas na cor da área do conhecimento do professor. 
Suas medidas são iguais às da murça. Para os eclesiásticos é usada a túnica e para os magistrados, a beca.

#### Borla
Enfeite em forma de círculo, geralmente de madeira, recoberto de seda, com fios pendentes, preso pelo torçal que circunda a pala ou a gola da beca.

#### Capelo
Pequena capa, privativo do Reitor e dos Doutores Honoris Causa, sempre na área do conhecimento do doutor e na cor branca para o Reitor. Representa o poder temporal (analogia com a coroa real). Usado nas cerimônias de caráter oficial da Universidade, é obrigatório nas solenidades de concessão de grau, outorgas, posse, transmissão de cargo e na presença de autoridades. Os Reitores podem optar por não usá-los, devendo nesse caso, trazê-los na mão esquerda, colocando-os no centro da mesa, durante o evento.

#### Murça
Pequena capa, que vai até o cotovelo, usada sobre a sobrepeliz, assim como a samarra. Também conhecida como Muça.

#### Samarra
Também conhecido como chimarra ou simarra, é a veste superior das autoridades universitárias. Trata-se de uma túnica, pendente dos ombros até a altura do cotovelo, somente usado pelos Reitores, Chanceleres e Doutores. Outras pessoas, mesmo que representando o Reitor, não podem vesti-la. Os Reitores usam na cor branca, os doutores nas cores de sua área do conhecimento.

#### Torçal
Espécie de corda trançada, geralmente de seda, que reveste a pala e a gola da beca. É complementada pelas borlas pendentes.